# Калинин, Николай Александрович (геолог)
Николай Александрович Калинин (17.02.1911 — 03.09.1996) — советский геолог, доктор геолого-минералогических наук. Лауреат Ленинской премии.
В 1935 г. окончил Московский институт нефти и газа им. Губкина.
- 1934—1954 геолог, начальник геологической партии (1942), главный геолог треста «Эмбанефть» объединения Казахстаннефть;
- 1954—1957 заместитель начальника Геологического управления Миннефтепрома СССР,
- 1957—1963 начальник Управления нефти и газа, член коллегии Мингео СССР;
- 1963—1964 в Гос. геологическом комитете СССР,
- 1964—1967 советник ООН при разведке и разработке месторождений нефти и газа в Индии,
- 1967—1976 главный советник по геологии в ГДР;
- 1970—1992 заместитель директора ВНИИ Зарубежгеология;
- 1992—1994 консультант общества «Геоинтеллект».

Доктор геолого-минералогических наук, профессор.
Автор 4 монографий по геологии и нефтегазоносности Прикаспийской впадины и других районов.
Принимал участие в открытии месторождений нефти в Прикаспии и Средней Азии — Кошкар, Корсак, Жетыбай, Узень, Каратон, а также в Индии и ГДР.
Лауреат Ленинской премии (1966). Награждён орденами и медалями. Почётный разведчик недр СССР.
Похоронен в Москве на Хованском кладбище.